# Blue Star Line
La Blue Star Line è stata una compagnia navale britannica fondata nel 1911. Ha cessato l'attività nel 1998.
Il miliardario australiano e magnate Clive Palmer ha fondato una nuova società Blue Star Line. Nel febbraio 2013, in una conferenza stampa a New York, Palmer ha annunciato dei piani per costruire una replica moderna del celebre transatlantico RMS Titanic.

## Formazione

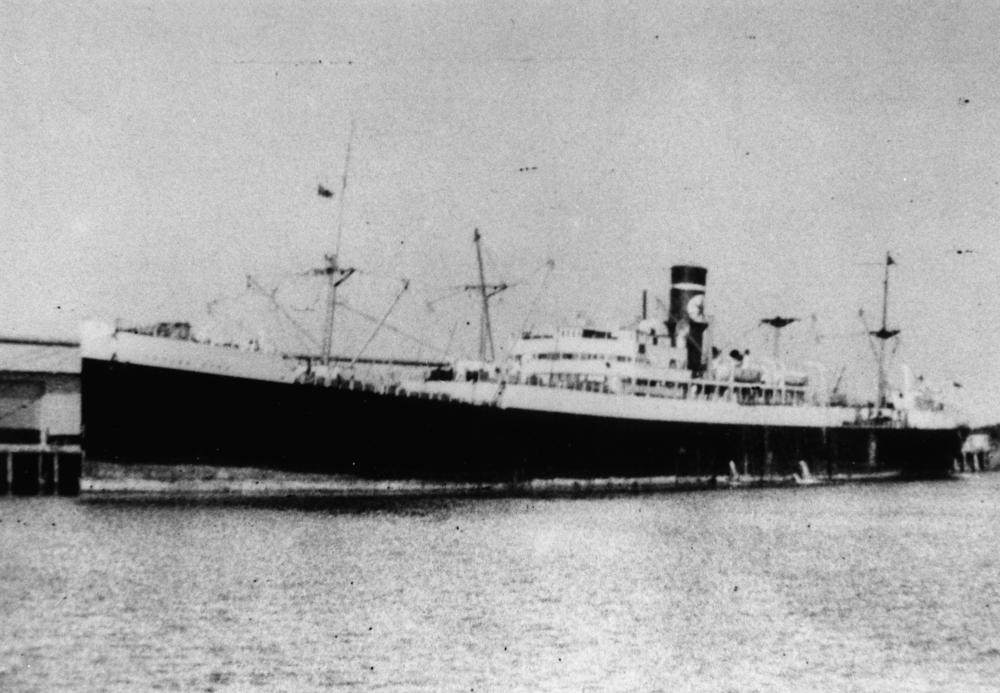
Trojan Star, Costruita in Francia nel 1916 e comprata e controllata dalla Blue Star Line nel 1924

La Blue Star Line è stata costituita per iniziativa dei Fratelli Vestey, una società con sede a Liverpool. Hanno sviluppato una grande azienda di importazione, trasporto di carne congelata dal Sud America alla Gran Bretagna, inizialmente dall'Argentina su navi della Royal Mail Steam Packet Company, e altre linee di trasporto del Sud America. Hanno noleggiato le prime navi nel 1904, e a comprare le proprie navi dal 1909 in poi. La Blue Star Line è stata ufficialmente inaugurata il 28 luglio 1911, inizialmente con navi di seconda mano. Hanno ordinato la loro prima nuova nave nel 1914, e durante lo scoppio della prima guerra mondiale operavano con dodici navi cargo refrigerate. Le navi inizialmente vennero dotate di un nome con il prefisso 'Brod', come ad esempio, Brodfield, Brodholme e Brodland. Le navi della società erano identificabili da una bandiera rossa con all'interno uno stemma rappresentato da un cerchio bianco con all'interno una stella a 5 punte blu. I colori del loro scafo erano nero o nero con una fascia bianca e rossa boot-topping
La società ha fornito manzo alle forze alleate in Francia durante la guerra, e dopo la fine della stessa, ha iniziato un programma di espansione. Il formato del nome è stato modificato con l'introduzione del suffisso "Star" ai nomi delle navi, a cominciare dalla nave Royalstar lanciato nel 1919, in seguito ribattezzata Royal Star. La società ha ampliato le sue operazioni, fornendo i propri servizi alla costa del Pacifico del Nord America dal 1920, e all'Australia e alla Nuova Zelanda dal 1933. La Blue Star Line ha acquisito la Frederick Leyland and Company nel 1935 gestendola come una società controllata.
La compagnia ha inoltre ampliato la sua flotta per il trasporto ferroviario, con cinque navi tutte di stazza 12.900 tonnellate, trasporto ferroviario costruito nel 1926-1927 per la sua nuova tratta Londra - Rio de Janeiro - via Buenos Aires. Tre di queste navi vennero costruite dalla Cammell Laird di Birkenhead (Almeda, Andalusia e Arandora), mentre le rimanenti due dalla John Brown & Company di Clydebank (Avelona e Avila). Il quintetto è stata chiamata la "Five Luxury". Le cinque navi avevano anche la disposizione per trasportare carne congelata dal Sud America alla Gran Bretagna
Il nuovo servizio è stata una sfida per entrambi i concorrenti stranieri e la Royal Mail Steam Packet Company, la cui Royal Mail navi era stata la migliore società per il trasporto della posta, passeggeri e dei carichi tra Gran Bretagna, Brasile e il River Plate per 75 anni. Il Presidente Lord Kylsant chiamò le navi Blue Star "molto forti per la concorrenza", anche se allo stesso tempo la sua azienda aveva introdotto due nuove navi da crociera più grandi e di lusso per passeggeri e merci refrigerate sul percorso, il 22.200 GRT Asturias (completata nel 1926) e l'Alcantara (completata nel 1927)
Nel 1929 la Blue Star Line ha aggiunto "Star" alla fine del nome di ciascuna delle sue navi, questo può essere stato in parte per aiutare a distinguere le navi della Blue Star da quelle della Royal Mail Steam Packet Company, le cui navi portavano nomi spagnoli simili. La RMSP era una vecchia società con una storia illustre, ma era entrato in difficoltà ed è crollata causa uno scandalo finanziario nel 1932.
Nel 1935 la Harland and Wolff di Belfast ha lanciato la nave Imperial Star, la prima di una nuova classe di navi da carico a motore adibiti al trasporto refrigerato di carne congelata sulla via dell'Australia, della Nuova Zelanda e nel Regno Unito. Entro la fine del 1939 la Harland and Wolff completò sei navi Imperial Star-class mentre la Cammell Laird ne completò tre.

## Seconda guerra mondiale

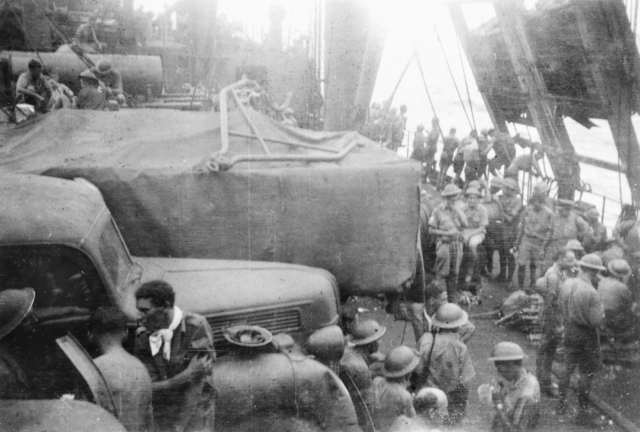
Truppe della RAF all'interno della MV Empire durante la evacuazione a Singapore il 12 febbraio 1942

Nel 1939 operò con 39 navi dando servizio per la seconda guerra mondiale. Nel 1940 una nave Imperial Star-class costruita dalla Burmeister & Wain in Danimarca è stata sequestrata durante l'invasione tedesca della Danimarca e usata poi come sottomarino Kriegsmarine
Poiché la Imperial Star-class era utilizzata per le spedizioni mercantili di carne congelata e in modo relativamente veloci, venne usata per il trasporto in convogli ad alto rischio per alleviare l'assedio di Malta. Le navi MV Melbourne Star e MV Sydney Star presero parte all'operazione substance nel luglio 1941, la Imperial Star e la Dunedin Star erano coinvolte nell'Operazione Halberd il mese successivo, e nell'agosto 1942 la Melbourne Star e la Brisbane Star vennero utilizzate nella Battaglia di mezzo agosto. Nel febbraio 1942 un'altra nave della stessa classe, l'Empire Star, evacuò con successo una stima di 2.160 persone durante la Caduta di Singapore.
La Brisbane Star è stata ricostruita nel 1943. Era stata danneggiata da un siluro durante l'Operazione Pedestal per alleviare l'assedio di Malta nel 1942.

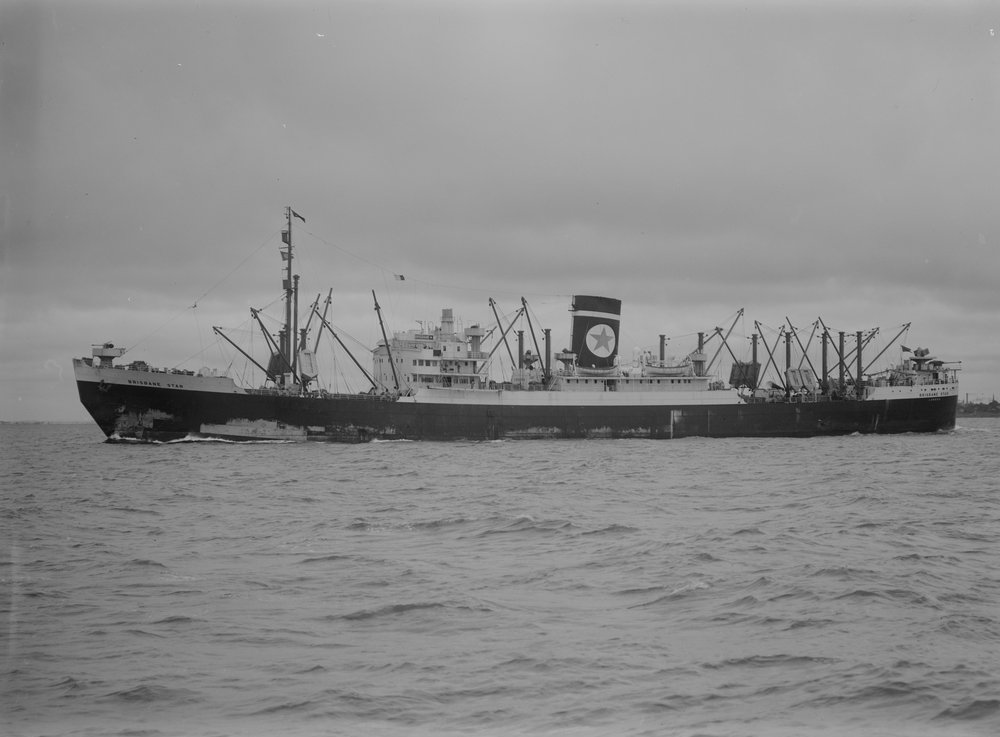
Brisbane Star durante l'attacco, venne ricostruita nel 1943. Era stata danneggiata da un siluro durante l'Operazione Pedestal per alleviare l'assedio di Malta nel 1942.

La Blue Star Line subì pesanti perdite, 29 navi affondate per un totale di 309.390 tonnellate di stazza lorda (TSL). Tra queste tutte le cinque navi della linea Luxury e due navi Imperial Star-class che la società gestiva per il Ministero dei Trasporti. Altre 16 navi, tra cui tre dell'Imperial Star-class in gestione alla Blue Star, furono gravemente danneggiate. Entro la fine delle ostilità solo 12 navi "Star" rimasero nella flotta. Rimasero uccisi nella battaglia 646 persone facente parte del personale della Blue Star, 272 passeggeri e 78 artiglieri DEM.
Acquisirono la Lamport e Holt Line nel 1944 e la Booth Steamship Company nel 1946, e le navi venivano spesso trasferiti avanti e indietro tra le società controllate.

## Attività post-seconda guerra mondiale
Un altro programma di costruzione è stata emanata per sostituire le perdite delle navi in tempo di guerra, ed è stata completata con l'acquisto o il noleggio di navi esistenti, tra cui navi Empire quali l'Empire Castle w l'Empire Strength da parte del Ministero dei Trasporti. Nel 1952 venne fondata l'Austasia Linea per operare servizi tra Singapore, Indonesia, Malaysia e Australia, mentre la Blue Star Line ha rilevato le rotte del Nord America in precedenza gestite da la Donaldson Line nel 1954. Nel 1957 la Blue Star Line si unì con altre tre compagnie di navigazione, la New Zealand Shipping Company, la Port Line and Shaw, e la Savill & Albion formando così la neo-nata compagnia Crusader Shipping Company, e nel 1965 è entrata in una partnership con degli spedizionieri italiani per formare la Calmeda SpA situata a Cagliari. Ora aveva interessi globali, con porti di scalo sulla costa del Pacifico del Nord America, in Giappone, Nuova Zelanda, Australia, Canada, Sud America e in Italia. Erano anche uno dei principali azionisti, insieme a diverse altre aziende di trasporto di grandi dimensioni, nella British United Airways.

## Riorganizzazione e declino
La Blue Star Line annullò le sue partecipazioni nella British United Airways nel 1968 e divenne uno dei soci fondatori della Associated Container Transportation (ACT), assieme alla Ben Line, alla Cunard (Port Line), alla Harrison Line e all'Ellerman Lines. Gradualmente si spostò verso la containerizzazione, chiudendo i propri servizi passeggeri in Sud America nel 1972. Hanno inoltre rilevato la Pacific Australia Container Express (PACE) Line che ha operato tra gli Stati Uniti e l'Australia.
Nel 1982-1983 la società ha assistito nella difesa delle isole Falkland gestendo una caserma nella nave Rangatira a Port Stanley
Nel 1998 la Blue Star Line venne assorbita e acquistata da P & O Nedlloyd, che ha acquisito il nome e la maggior parte delle attività, con l'eccezione della maggior parte delle navi frigorifere, che sono stati tenuti dal gruppo Vestey con il nome di Albion Reefers, e poi fusa con Hamburg Süd com il nuovo nome di Star Reefers. Le navi della Blue Star Line sono anch'esse state acquistate da P & O Nedlloyd, che comprendeva quelle gestite dall'ACT (Associated Container Transportation), proseguendo sempre il servizio con P & O Nedlloyd sotto il nome della Blue Star Line.

## Reederei Blue Star
La P & O Nedlloyd forma nel 2002 la Reederei Blue Star come società di gestione, venne poi acquistata dalla AP Moller Maersk Group nel 2005 e fusa per formare la Maersk Line. La Reederei Blue Star continua a funzionare come parte della Maersk Line.
Il 18 giugno 2009 Komrowski ha rilevato la società Reederei Blue Star GmbH, dalla Maersk Ship Management Holding BV, e a partire da luglio 2012, diventa proprietario del gruppo Blue Star fusa con Komrowski Befrachtungs Kontor ed ER Schiffahrt per formare la Blue Star Holding.

## La nuova Blue Star Line e la replica del Titanic

La nuova bandiera della seconda Blue Star Line

Il miliardario australiano e magnate Clive Palmer ha fondato una seconda società Blue Star Line. Nel febbraio 2013, in una conferenza stampa a New York, Palmer ha annunciato dei piani per costruire una replica moderna del transatlantico RMS Titanic. La costruzione del transatlantico Titanic II è stata commissionata ad una azienda di proprietà dello Stato cinese. Il Titanic II, ha dichiarato Palmer, sarà progettato cercando di mantenere il più possibile la verosimiglianza con l'originale sotto il profilo delle specifiche e del design, sarà però fornito della tecnologia più avanzata per quanto riguarda sicurezza e affidabilità. Durante un comunicato stampa, tenutosi poche settimane dopo il centenario dell'affondamento del Titanic ha affermato: «La nave sarà altrettanto lussuosa come l'originale, ma naturalmente sarà dotata di tutte le tecnologie più avanzate del XXI secolo, e degli ultimi sistemi di navigazione e sicurezza». I lavori di costruzione sarebbero dovuti essere affidati ai cantieri CSC Jinling, dopo un'intesa firmata tra l'australiano e il governo cinese. Palmer ha dichiarato che la più recente "Blue Star Line" non ha alcuna relazione con la vecchia società creata nel 1911. Al 2022, tuttavia, una replica del Titanic non risulta effettivamente in costruzione.